# 泰格奇

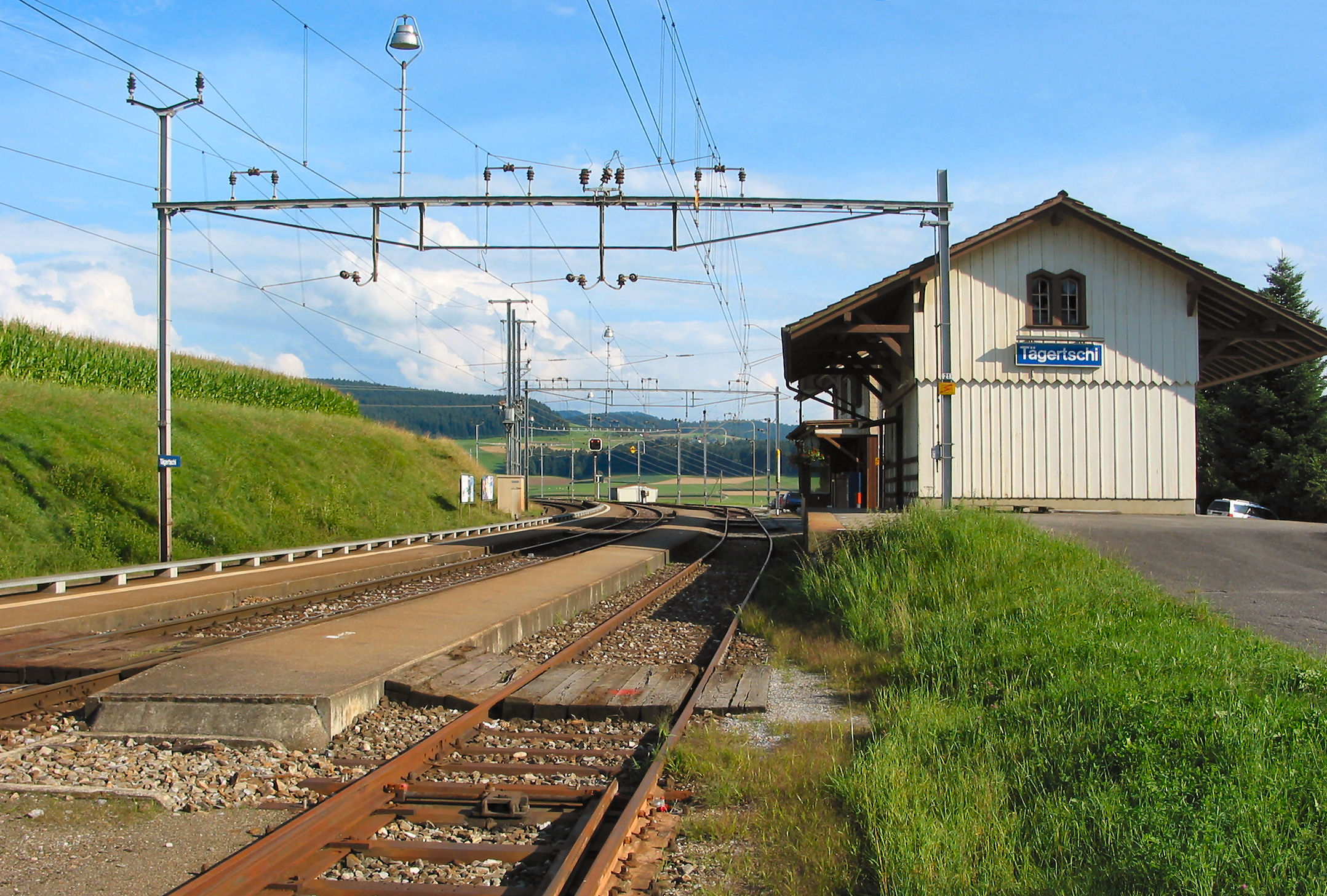

泰格奇（德语：Tägertschi）是瑞士的城鎮，位於該國中西部，由伯恩州負責管轄，面積3.64平方公里，海拔高度604米，2011年人口414，八成半人口信奉基督教，人口密度每平方公里114人。